# Крон (Француска)
Крон (фр. Crosne) је насељено место у Француској у региону Париски регион, у департману Есон.
По подацима из 2011. године у општини је живело 9190 становника, а густина насељености је износила 3705,65 становника/km².

## Демографија
| 1962. | 1968. | 1975. | 1982. | 1990. | 2011. |
| ----- | ----- | ----- | ----- | ----- | ----- |
| 3.886 | 5.324 | 6.068 | 7.312 | 7.966 | 9.190 |